# Cmentarz przy kościele św. Wawrzyńca w Warszawie
Cmentarz przy kościele św. Wawrzyńca w Warszawie – nieczynny cmentarz katolicki znajdujący się przy ul. Wolskiej 140 w warszawskiej dzielnicy Wola.

## Historia
Powstał jako parafialny cmentarz przy kościele św. Wawrzyńca, kiedy to na początku XVII wieku erygowano parafię. W 1656 pochowano na nim ofiary walk ze Szwedami podczas potopu szwedzkiego. Cmentarz został uszkodzony podczas oblężenia Warszawy w 1794. Kolejnych uszkodzeń cmentarz doznał podczas Obrony Reduty Wolskiej w 1831. Poległych w rezultacie walk żołnierzy obu stron, wraz z generałem Józefem Sowińskim, pochowano na cmentarzu. 
W 1834, wraz z przekształceniem kościoła w cerkiew, cmentarz utracił charakter nekropolii katolickiej. 
W 1921, dwa lata po przywróceniu kościołowi jego statusu, odgraniczono cmentarz przykościelny od powstałego po sąsiedzku w 1836 cmentarza prawosławnego. W 1923 cmentarz został zamknięty dla pochówków, lecz zrobiono wyjątek dla zmarłego w 1929 proboszcza Witolda Prądzyńskiego, który przyczynił się do odbudowy kościoła po zniszczeniach z czasu I wojny światowej. 
Na początku lat 30. ekshumowano i przeniesiono do części środkowej i wschodniej cmentarza prawosławnego ciała 50 zmarłych tego wyznania m.in. Sokrata Starynkiewicza i Siergieja Muchanowa.
Cmentarz był miejscem walk podczas kampanii wrześniowej oraz Rzezi Woli w sierpniu 1944. Znajdują się na nim 3 mogiły żołnierzy III batalionu 40. Pułku Piechoty Dzieci Lwowskich i masowa mogiła około 1500 ofiar zbrodni niemieckich, których śmierć upamiętnia tablica ustawiona w piątą rocznicę wydarzeń.